# 堤幸彦
堤 幸彦（つつみ ゆきひこ、1955年11月3日 - ）は、日本の演出家、映画監督。オフィスクレッシェンドの取締役。三重県四日市市生まれ、愛知県名古屋市千種区出身。活動初期は、堤ユキヒコ名義を使用した。

## 経歴
三重県四日市市に生まれ、6歳のときに父親の仕事の都合で愛知県名古屋市に引っ越した。名古屋市立田代小学校、名古屋市立城山中学校、私立愛知高等学校と進学し、高校を卒業する18歳まで名古屋で過ごした。高校時代からロックに傾倒し、はっぴいえんどに憧れて上京を希望し、法政大学社会学部社会学科へ進学する。大学在学中は当時の学生運動にも参加したが、3年の頃にそれが終わり、拠りどころを失くした堤は大きな挫折感を味わい、大学を中退する。そのころ、渋谷宮下公園のベンチに座っていたら偶然転がってきた東放学園専門学校の新聞記事をきっかけに同校放送芸術科に入学し、刺激的な教師や友人と出会い放送業界に入る決意をする。
アシスタントディレクター時代は、仕事ができず立っているだけだったので「電信柱」というあだ名をつけられる日々だった。
TBS『EXPOスクランブル』（1985年）で初ディレクターを担当する傍ら、TBSには無断で日本テレビ『コラーッ!とんねるず』（1985年 - 1989年）のディレクターも担当。そのためクレジットでは「ハロルドKITAGAWA」「ローゼンKITAGAWA」「ローゼン堤」などの変名を使用していた。その後は数々のCMやプロモーションビデオの演出を手掛けながら、1986年、秋元康と会社「SOLD OUT」を立ち上げる。のちにこの会社からは離れ、株式会社オフィスクレッシェンド所属となる。劇場映画はオムニバス作品『バカヤロー! 私、怒ってます』（1988年）の第4話「英語がなんだ」がデビュー作。1989年に、アメリカ合衆国・ニューヨークに渡り、1年半滞在する間にオノ・ヨーコの映画（『Homeless』）を撮っている。
その名を一躍世間に知らしめたのは、日本テレビで放送されたドラマ『金田一少年の事件簿』（1995年、堂本剛版）。その後『ケイゾク』『池袋ウエストゲートパーク』『TRICK』『SPEC〜警視庁公安部公安第五課 未詳事件特別対策係事件簿〜』シリーズ等、独自の演出によってヒット作を世に送り出す。一方、近年では『明日の記憶』や『まぼろしの邪馬台国』など、年輩層にむけたシリアスな作品や、『Kesennuma,Voices.東日本大震災復興特別企画〜堤幸彦の記録〜』『MY HOUSE』などの社会派作品も手掛けている。
大作映画を多く手掛けるものの、長らく日本の主要映画賞とは無縁であったが、2015年に『天空の蜂』『イニシエーション・ラブ』の異なるタイプのエンタメ作品2作を手がけた手腕が評価され第40回報知映画賞監督賞を受賞した。2010年に愛知工業大学客員教授に就任する。それと同時に、かつて中退した法政大学の通信教育部に再入学し、文学部で地理学を専攻した。2017年11月30日に開館した「あいち航空ミュージアム」（愛知県豊山町・県営名古屋空港内）の名誉館長に就任。2021年4月15日に『クレッシェンドチャンネルーCrescendo Channelー』を開設し、「堤幸彦65歳」と言うタイトル名でYouTube活動を開始する。2023年6月5日に音声プラットフォームvoicyに「堤幸彦の硝子の60代」と言うタイトル名でチャンネルを開設。

## 作風・制作姿勢
映画とテレビドラマの世界の双方に新しいシステムを取り入れたとされている。映画の撮影においては、監督はカメラの横で指示を出すのが常であるが、堤は別の場所にテントを設置し、その中でモニターを通して撮影の指示を出し、その場で映像を編集して俳優にも見せる。こういったやり方は撮影が合理的に進み、プロデューサーや俳優とイメージを伝えやすくコミュニケーションが取りやすくなるという。
他方、テレビドラマの現場では、それまでのテレビ局のスタジオ収録を中心とした撮影から一転して、オールロケの撮影にこだわっている。予算が増大するためカメラを手持ち1台に抑え、カメラ数が少ないことによる画面の単調さをカバーするためアングルに変化をつけた斬新な演出を生みだした。また、ドラマの演出にバラエティ番組のような効果音を取り入れた。この変化は以後の日本のテレビドラマ全体に大きな影響を与え、「堤以前・堤以後」と言われている。
撮影の2時間前には現場に入り、イメージの確認作業をすることを常としている。その際、当日の雰囲気などを反映してカット割りをその場で変更することもあり、堤のチームではこれに即座に対応できる体制を持っている。
また、助監督時代の経験から、黒板製のカチンコを使用すると画面にチョークの粉が飛び、カチンコ係が責められて撮り直しになるという不合理でありながら伝統として続いていた習慣を排し、「ピカンコ」というボタンを押すと光る道具を作り使用するというシステムを作り、助監督の負担を合理的に軽減した。2010年代以降においては、映画撮影におけるフィルム撮影の衰退とデジタル化に伴い、カチンコをはじめこういった用具そのものも廃れてゆく傾向にある。
佐藤二朗、犬山イヌコ、多田木亮佑、大島蓉子、徳井優、氏家恵、半海一晃、野添義弘、遠藤憲一、石橋蓮司、広山詞葉などが複数回起用されている。

## SUPER SAPIENSS（スーパーサピエンス）
2022年、堤は本広克行、佐藤祐市の両監督と共に、映像制作の企画段階から原作開発、コンテンツ展開までを一貫して行うプロジェクト「SUPER SAPIENSS（スーパーサピエンス）」を立ち上げた。
このプロジェクトは、クリエイター主導で映像作品を生み出す新たな試みとして注目され、webtoon、映画、アニメなど複数のメディア展開を前提に進行している。
2023年には、プロジェクト発のwebtoon作品『キラー・ゴールドフィッシュ』がLINEマンガで連載開始。さらに、2025年には同作品を原作とした実写映画『THE KILLER GOLDFISH』が公開、堤自身が監督を務めている。
資金調達には、ブロックチェーンを活用したクラウドファンディング「FiNANCiE」を採用し、国内外の支援者を巻き込んだコミュニティ型の制作体制が話題を呼んだ。

## 作品

### 映画
- バカヤロー! 私、怒ってます 第4話「英語がなんだ」（1988年）
- HOMELESS（1991年、オノ・ヨーコ主演）
- !［ai-ou］（1991年）
- オオカミが出てきた日（1992年）
- 中指姫 俺たちゃどうなる?(1993年)
- さよならニッポン! 南の島の独立宣言（1995年）
- 金田一少年の事件簿 上海魚人伝説（1997年）
- 新生トイレの花子さん（1998年）
- ケイゾク/映画 Beautiful Dreamer（2000年）
- チャイニーズ・ディナー（2001年）
- 溺れる魚（2001年）
- トリック劇場版シリーズ
  - トリック劇場版（2002年）
  - トリック劇場版2（2006年）
  - 劇場版TRICK 霊能力者バトルロイヤル（2010年）
  - トリック劇場版 ラストステージ（2014年）
- ピカ☆ンチ LIFE IS HARDだけどHAPPY（2002年）
  - ピカ☆☆ンチ LIFE IS HARDだからHAPPY（2004年）
- Jam Films「HIJIKI」（2002年）
- 恋愛寫眞（2003年）
- 2LDK（2003年）
- EGG（2005年）
- サイレン 〜FORBIDDEN SIREN〜（2006年）
- 明日の記憶（2006年）
- 大帝の剣（2007年）
- 包帯クラブ（2007年）
- 自虐の詩（2007年）
- 銀幕版 スシ王子! 〜ニューヨークへ行く〜（2008年）
- 20世紀少年3部作
  - 20世紀少年 -第1章- 終わりの始まり（2008年）
  - 20世紀少年 -第2章- 最後の希望（2009年）
  - 20世紀少年 -最終章- ぼくらの旗（2009年）
- まぼろしの邪馬台国（2008年）
- BECK（2010年）
- はやぶさ/HAYABUSA（2011年）
- 平安結祈 heianyuki（2012年）- 本編冒頭で本人も出演し、堂本剛と対談している
- 劇場版SPECシリーズ
  - 劇場版 SPEC〜天〜（2012年）
  - 劇場版 SPEC〜結〜 漸ノ篇/爻ノ篇（2013年、2部作）
- MY HOUSE（2012年）
- エイトレンジャー（2012年）
  - エイトレンジャー2（2014年）
- くちづけ（2013年）
- 悼む人（2015年2月）
- イニシエーション・ラブ（2015年5月）
- 天空の蜂（2015年9月）
- 真田十勇士（2016年9月）
- RANMARU 神の舌を持つ男（2016年12月）
- 人魚の眠る家（2018年11月）
- 十二人の死にたい子どもたち（2019年1月）
- 望み（2020年10月、KADOKAWA）
- ファーストラヴ（2021年2月）
- ARASHI Anniversary Tour 5×20 FILM “Record of Memories”（2021年11月）
- truth〜姦しき弔いの果て〜（2022年1月）[16]
- ゲネプロ★7（2023年4月）
- SINGULA（2024年5月）
- 夏目アラタの結婚（2024年9月）
- 私にふさわしいホテル（2024年12月）
- STEP OUT にーにーのニライカナイ（2025年3月）[17]
- page30（2025年4月）[18]
- THE KILLER GOLDFISH（2025年5月）[19]

### テレビドラマ

#### 連続ドラマ
（※はセカンド演出）
- ポケベルが鳴らなくて（1993年7月期、日本テレビ）※
- そのうち結婚する君へ（1994年1月期、日本テレビ）※
- 金田一少年の事件簿シリーズ（日本テレビ）
  - 第1シリーズ（1995年7月期）
  - 金田一少年の事件簿 学園七不思議殺人事件（1995年4月）
  - 金田一少年の事件簿 雪夜叉伝説殺人事件（1995年12月）
  - 第2シリーズ（1996年7月期）
  - これで見納め?! 金田一少年の事件簿永久保存版（1996年9月）
  - お笑い金田一少年の事件簿（1997年4月）
- クリスマスキス〜イブに逢いましょう（1995年10月期、テレビ東京）※
- きっと誰かに逢うために（1996年1月期、テレビ東京）※
- ハンサムマン（1996年1月期、テレビ朝日）※
- サイコメトラーEIJI（第1シリーズ）（1997年1月期、日本テレビ）
- ぼくらの勇気 未満都市（1997年10月期、日本テレビ）
  - ぼくらの勇気 未満都市 2017（2017年7月21日、日本テレビ）
- ハルモニア この愛の涯て（1998年7月期、日本テレビ）
- ケイゾク（1999年1月期、TBS）
  - ケイゾク／特別篇 PHANTOM〜死を契約する呪いの樹（1999年12月、TBS）
- プリズンホテル（1999年4月期、テレビ朝日）
- 新・俺たちの旅 Ver.1999（1999年7月期、日本テレビ）
- 池袋ウエストゲートパーク（2000年4月期、TBS）
  - 池袋ウエストゲートパーク スープの回（2003年3月、TBS）
- TRICKシリーズ（テレビ朝日）
  - TRICK（2000年7月期）
  - TRICK2（2002年1月期）
  - TRICK〜Troisième partie〜（第3シリーズ）（2003年10月期）
  - TRICK 新作スペシャル（2005年11月）
  - TRICK 新作スペシャル2（2010年5月）
  - TRICK 新作スペシャル3（2014年1月）
- ハンドク!!!（2001年10月期、TBS）
- 愛なんていらねえよ、夏（2002年7月期、TBS）
- Stand Up!!（2003年7月期、TBS）
- 世界の中心で、愛をさけぶ（2004年7月期、TBS）
- 加藤家へいらっしゃい! 〜名古屋嬢っ〜（スペシャル）（2004年8月、名古屋テレビ）
  - 加藤家へいらっしゃい! 〜名古屋嬢っ〜（2004年10月期、名古屋テレビ）
- H2〜君といた日々（2005年1月期、TBS）第1話のみ演出
- 下北サンデーズ（2006年7月期、テレビ朝日）
- スシ王子!（2007年7月期、テレビ朝日）
- SPEC〜警視庁公安部公安第五課 未詳事件特別対策係事件簿〜（2010年10月期、TBS）
  - SPEC〜翔〜（2012年4月1日、TBS）
  - SPEC〜零〜（2013年10月23日、TBS）
- 家族八景 Nanase,Telepathy Girl's Ballad（2012年1月期、MBS・TBS）
- 永沢君（2013年4月期、TBS）
- スターマン・この星の恋（2013年7月期、関西テレビ）
- ヤメゴク〜ヤクザやめて頂きます〜（2015年4月期、TBS）
- 神の舌を持つ男（2016年7月期、TBS）[20]
- 視覚探偵 日暮旅人（2017年1月期、日本テレビ）
  - 視覚探偵 日暮旅人（2015年11月20日、日本テレビ）[21]
- Get Ready!（2023年1月期、TBS）[22]
- ノッキンオン・ロックドドア（2023年7月期、テレビ朝日）[23]

#### 単発
※連続ドラマもやった作品は上記に
- フローズン・ホラー・ショー（1987年、フジテレビ『月曜ドラマランド』）
- アメリカン・ランナウェイ（1987年12月、日本テレビ）
- 芸能界㊙マネージャー物語（1990年4月、TBS）
- 大逃走!!（1991年4月、TBS）
- 世にも奇妙な物語「城」（1992年8月、フジテレビ）
- 忌野清志郎アワー（1992年10月、日本テレビ）
- if もしも 第4話「イジメっ子と親友・どちらの同窓会に行くべきか」（1993年5月、フジテレビ）
- shin-D「ARE YOU HAPPY?」（1996年11月、日本テレビ）
- ブラック・ジャック（TBS）
  - カルテI「臓器農場行き幽霊バス」（2000年）
  - カルテII「天才女医のウェディングドレス」（2000年）
  - カルテIII「悲劇の天才料理人」（2001年）
- 石橋を叩いて笑う〜ゴッホの耳〜（2002年12月、テレビ朝日）
  - 石橋を叩いて笑う〜ゴッホの耳2〜（2003年3月、テレビ朝日）
- ドラマW（WOWOW）
  - ご近所探偵TOMOE（2003年3月）
  - 巷説百物語「狐者異」（2005年3月）
  - 巷説百物語「飛縁魔」（2006年3月）
- 劇団演技者。「アンラッキー・デイズ〜ナツメの妄想〜」（2004年4月-5月、フジテレビ）
- 四谷くんと大塚くん/天才少年探偵登場の巻（2004年7月、TBS『水曜プレミア』）
- ホテル サンライズHND〜最後のステイ〜ROOM888『妻の本音』（2005年3月、テレビ東京）
- おかげ様で!（2010年9月18日、CBCテレビ）
- コヨーテ、海へ（2011年1月3日、WOWOW）
- Kesennuma,Voices.東日本大震災復興特別企画〜堤幸彦の記録〜（2012年3月11日、TBSチャンネル）
- イロドリヒムラ「小さな恋の物語」〜非モテ男子のささやかな恋^^,〜（2012年10月15日、TBS）
- 刑事バレリーノ（2016年1月9日、日本テレビ）
- 開局50周年記念ドラマ（中京テレビ）
  - 翔べ!工業高校マーチングバンド部〜泣き虫先生が僕らに教えてくれたこと〜（2020年4月4日）
- 開局55周年記念ドラマ（中京テレビ）
  - 令和の三英傑!（2024年12月11日・18日、日本テレビ「水曜プラチナイト」）

### 配信ドラマ
- TAKE BLUE（2011年、洋服の青山キャンペーンサイト）
- SICK'S 恕乃抄 〜内閣情報調査室特務事項専従係事件簿〜（2018年4月 - 8月、Paravi）[24]
  - SICK'S 覇乃抄 〜内閣情報調査室特務事項専従係事件簿〜（2019年3月 - 5月、Paravi）
- SPECサーガ黎明篇「サトリの恋」（2018年9月 - 11月、Paravi）
  - SPEC サーガ黎明篇「Knockin'on 冷泉's SPEC Door」〜絶対預言者 冷泉俊明が守りたかった幸福の欠片〜（2021年2月　- 3月、Paravi）
- 「アレク氏2120」（2020年11月、Amazon Audible）
- 死神さん（season1）第1話・第2話・第6話（2021年9月 - 10月、Hulu）[25]
  - 死神さん2（season2）第1話・第2話・第4話・第6話（2022年9月 - 10月、Hulu）
- ゲート・オン・ザ・ホライズン～GOTH～ 第1話・第2話・第5話・第8話（2025年4月 - 6月、FOD）

### バラエティ番組
- ぎんざNOW! （1977年、TBS）AD
- 街かどテレビ11:00 （1982年3月29日、TBS）AD → 演出
- モーニングサラダ （1983年、日本テレビ）演出
- EXPOスクランブル （1985年3月18日、TBS）演出
- コラーッ!とんねるず （1985年7月7日、日本テレビ）演出
- 金曜おもしろバラエティ「さんまのテレビの裏側全部見せます」（1985年、フジテレビ）演出
- 上岡龍太郎のもうダマされないぞ!（1990年2月4日、フジテレビ）演出

### クイズ番組
- クイズ赤恥青恥 （1995年4月8日、テレビ東京）演出

### テレビCM
- コメ兵（2010年8月、東名阪にて放映）出演・演出
- ロッテ「ウェル噛む！プロジェクト ♯堤ガムロック篇」（2015年7月21日 - 、全国にて放映）出演

### その他CM
- QON Inc.（2019年７月、ショートムービー第１話「なんなんだ？」篇公開、全５話）

### 舞台
- ロストタイム・ロストマイセルフ（2001年、中目黒ウッディーシアター）
- ISIKARI（2002年 - 2003年、中目黒ウッディーシアター）
- GOCARAKU（2002年 - 2003年、中目黒ウッディーシアター）
- 毒薬と、イ○ン・ソープ…（2003年 - 2004年、中目黒ウッディーシアター）
- 理由なき反抗（2005年、東京グローブ座ほか）
- 電車男（2005年）
- 明解 日本語アクセント事変（2006年 - 2007年、中目黒ウッディーシアター）
- 僕たちの好きだった革命（2007年、シアターアプルほか／2009年、東京芸術劇場ほか）原案・企画
- もしもキミが。（2009年、TOKYO FM HALL）
- 2LDK（2010年5月1日 - 5日 青山円形劇場）
- 琉球ロマネスク テンペスト（2011年、赤坂ACTシアター）
- もしもキミが。（2011年、俳優座劇場、PARCO劇場、紀伊國屋ホール）
- 悼む人（2012年10月19日 - 28日、PARCO劇場ほか）
- キバコの会 - 堤と半海一晃、野添義弘、多田木亮佑による演劇ユニット。
  - 素。（2009年、下北沢ザ・スズナリ、愛知県芸術劇場小ホール）
  - フォトジェニック（2010年、下北沢ザ・スズナリ）
  - ギターを待ちながら（2012年、赤坂RED/THEATER）
  - ギターを待ちながら やったぜ！本多スペシャル！（2013年、下北沢本多劇場）
  - KAKOCHI-YA（2014年、赤坂レッドシアター）
- 日本テレビ開局60年特別舞台「真田十勇士」（2014年1月7日 - 2月19日、青山劇場、梅田芸術劇場）
- スタンド・バイ・ユー〜家庭内再婚〜（2015年、シアタークリエ他）
- リーディングシアター アドレナリンの夜（2015年10月6日 - 13日、Zepp ブルーシアター六本木）
- 熱いぞ!猫ヶ谷!!（2016年3月16日 - 20日、品川プリンスホテル クラブeX）総合演出
- 真田十勇士 （再演)（2016年9月11日 - 10月23日、新国立劇場 中劇場、KAAT神奈川芸術劇場、兵庫県立芸術文化センター）
- 上野パンダ島ビキニーズ（2017年3月30日 - 4月2日、品川プリンスホテル クラブeX）
- 夜ふかしの会ライブ「堤幸彦＋夜ふかしの会＋おどろくべきゲストによる狂乱の120分」（2017年8月18日 - 20日、中目黒キンケロ・シアター）
- 劇団れなっち「ロミオ&ジュリエット」（2018年5月9日 - 13日、AiiA 2.5 Theater Tokyo）
- 日本テレビ開局65年特別舞台「魔界転生」 (2018年10月6日 - 12月14日、博多座、明治座、梅田芸術劇場)
- Reading♥Stage『百合と薔薇』(2019年6月5日 - 16日、品川プリンスホテル クラブex）
- おとな公演 - 堤と株式会社オースタンスが発起人となり生まれたプロジェクト『踊れ！人生があるうちに』(2019年9月14日、武蔵野公会堂）
- 魔界転生（再演）（2021年４月7日 -  6月10日、刈谷市総合文化センター、博多座、明治座、新歌舞伎座）
- 哀愁ホラーコメディ 窪地の女（2021年9月9日 - 14日、恵比寿・エコー劇場）
- 巌流島（2023年2月10日 - 3月27日、明治座、御園座、こくさいホール、レクザムホール、博多座）
- 日本テレビ開局70年記念舞台「西遊記」（2023年11月3日 - 2024年1月28日、オリックス劇場、博多座、御園座、明治座）
- 氷艶hyoen2025－鏡紋の夜叉－（2025年7月5日 - 7日、横浜アリーナ）[26]
- 忠臣蔵（2025年12月12日 - 2026年1月31日（予定）、明治座、御園座、高知県立県民文化ホール、富山県民会館、梅田芸術劇場、長岡市立劇場）

### ビデオ
- うしろゆびさされ組「マジカルうしろゆびツアー」（1987年、ポニーキャニオン）
- 河合その子「その子の夏」（1987年、ソニー・ミュージックレコーズ）
- 吉沢秋絵「硝子の少数意見」（1987年、フォーライフ・レコード）
- 柴田恭兵「ONE ROUND JACK〜僕をさがして〜」（1989年、Kyohei Office自主製作）
- 柴田恭兵「コンサート・AGAIN〜そしてこの夜に〜」（1990年、フォーライフレコード）
- スリラーブラウン管（1991年、徳間ジャパンコミュニケーションズ）
- 君と見たい怖い話「ノミネート」（1991年、徳間ジャパンコミュニケーションズ）
- 池袋ウエストゲートパーク スープの回 完全版（2003年）
- AKB48「武闘映画 紅い八月〜フライングゲット編/頂上決戦編」（2011年）
- 乃木坂46 生駒里奈 個人PV （2012年）
- 堂本剛「shamanippon -ラカチノトヒ-」DVD/Blu-ray（2013年・2014年）
- 堂本剛「平安神宮ライブ2012ヒトツ」DVD/Blu-ray（2014年）

### ミュージック・ビデオ
- 岡田有希子「ファースト・デイト」「リトル プリンセス」「-Dreaming Girl- 恋、はじめまして」（1984年）
- とんねるず「一気!」「青年の主張」「雨の西麻布」（1984年・1985年）
- 西城秀樹「ミスティー・ブルー」（1985年）
- 柴田恭兵「WAR」（1987年）
- 中村あゆみ「Rolling Age」（1987年、マイカルハミングバード）
- 崎谷健次郎「思いがけないSITUATION」「もう一度夜を止めて」（1987年）
- Cute Beat Club Band（チェッカーズ）「7つの海の地球儀」（1987年）
- GO-BANG'S「ざまぁカンカン娘」（1988年）
- アンナ・バナナ「野生の音」（1990年）
- 吉田栄作
  - 「どうにかなるさ -Chasing My Dream-」「抱きしめたい」（1989年）
  - 「心の旅」「プラトニック -あと1センチ傘が寄ったら-」「導火線」（1990年）
- 佐久間学「愛しき人よ」（1991年）
- 筋肉少女帯 「踊るダメ人間」「氷の世界」（1991年・1992年）
- 飯島愛「ナイショ DE アイ!アイ!」（1993年）
- 国武万里「ポケベルが鳴らなくて」（1993年）
- MOON CHILD「Blue Suede Shooting Star」（1996年）
- 相川七瀬
  - 「恋心」「天使のように踊らせて」（1996年）
  - 「Sweet Emotion」「Bad Girls」（1997年）
  - 「COSMIC LOVE」（1999年）
- V6「TAKE ME HIGHER」「愛なんだ」「GENERATION GAP」（1996年・1997年）
- ともさかりえ「エスカレーション」「泣いちゃいそうよ」（1996年・1997年）
- 猿岩石「コンビニ」「君の青空」（1997年）
- 織田哲郎「青空」（1998年）
- DON'T LOOK BACK「Don't Look Back」（1998年）
- 椎名へきる「この世で一番大切なもの」（1998年）
- TOKIO「君を想うとき」（1999年）
- J-FRIENDS「People Of The World」（1999年）
- 鬼束ちひろ「edge」（2001年、東芝EMI）
- KICK THE CAN CREW 「イツナロウバ」（2001年）
- 嵐「PIKA☆NCHI」「言葉より大切なもの」（2002年・2003年、ジェイ・ストーム）
- IZAM「アイリス」（2003年）
- SMOOTH ACE「逢いたいね」（2003年）
- 安藤裕子「サリー」「海原の月」（2003年・2007年、cutting edge）
- 彩乃「知りつくしてほしい」（2004年）
- 藤井フミヤ「さまよう果実」（2005年、ソニー・ミュージックアソシエイテッドレコーズ）
- MCU feat.
  - Ryoji「いいわけ」（2005年）
  - 宮沢和史「ありがとう」（2005年）
  - TERU「STILL LOVE featuring TERU（GLAY）」（2009年）
- 高橋瞳「強くなれ」（2007年）
- 大塚愛「HEART」（2007年、avex trax）
- ハーベスタ「onetime」（2007年）
- レミオロメン「Starting Over」（2009年）
- JURIAN BEAT CRISIS「サクラ舞う」（2010年）
- 真野恵里菜「元気者で行こう!」（2010年）
- Sunya「少年トラウマ〜明日の君へ〜」（2010年）
- THE RiCECOOKERS「波のゆくさき」「audioletter」（2010年・2014年）
- AKB48「フライングゲット」（2011年）
- エイトレンジャー（関ジャニ∞）「ER」「ER2」（2012年・2014年）
- 戸田恵子「眠れない夜の窓辺で」（2012年）
- Thinking Dogs「世界は終わらない」（2015年）
- 高垣彩陽「Walking On Sunshine」（2015年）
- 上野パンダ島ビキニーズ「ソコソコ」（2017年）
- EXILE TAKAHIRO「Eternal Love」（2017年）
- ラストアイドル「バンドワゴン」（2017年）
- Alisa「walls」「Post Stamps」（2018年・2021年）
- ZYUN.「体温」「雨の日に逢いたくなるのはいつも君だけ。」（2018年）
- Uru「ファーストラヴ」（2021年）
- SKYE「ISOLATION」(2021年)
- 荒井麻珠「honesty」(2022年)
- 鴨頭嘉人「ゴキゲンソング」(2023年)

### 著作
- 堤っ（2002年、角川書店）

### 監修・その他
- 金田一少年の事件簿 サウンドファイル（1996年、VAP）収録曲「bicycle ride」見岳章と共同作曲
- 銀狼怪奇ファイル (1996年1月 - 3月、日本テレビ) タイトルバック演出
- REVERSIBLE BEAT（2001年3月7日、avex trax）堤幸彦・見岳章・犬山イヌコの3人によるユニットでCDデビュー
- 20世紀少年（テレビ放送版）（日本テレビ）総監督
  - 20世紀少年 〜もう一つの第1章〜（2009年1月、金曜特別ロードショー）
  - 20世紀少年 〜もう一つの第2章〜（2009年8月、金曜特別ロードショー）
  - 20世紀少年 サーガ（2012年10月12日・19日・26日、金曜ロードSHOW!）
- 革命ステーション5＋25（2009年、LISMO Video）企画・脚本
- タカハマ物語（2012年）監修担当。愛知県高浜市のご当地映画
- A.F.O（2014年）企画・総監督。名古屋電気学園100周年記念作品
- 「エイトレンジャー2　劇場マナーCM」（2014年６月）監修
- ピカ☆★☆ンチ LIFE IS HARD たぶんHAPPY（2014年8月公開）監修
- neorevo2014「noise」（2014年12月、公演）映像
- イニシエーション・ラブ-あの頃カーステから流れていた80'S BEST HITS-（2015年5月）映画『イニシエーション・ラブ』サウンドトラックアルバムの監修[27]
- 東海アクション/地域活性プロジェクト「サトウタリレー」（2016年3月）企画・監修
- マンガアプリ「GANMA!」5周年記念プロジェクト「リセット・ゲーム」（2019年12月、GANMA!）特別実写映像
- 名古屋ダイヤモンドドルフィンズ（2018年 - 2019年）トータルプロデュース
- シアターコンプレックス 生配信朗読劇「え・ほ・ん・げ・き」（2020年7月）演出
- 「Online Reading 百合と薔薇」無観客生配信（2020年6月20日 - 2021年、ABEMA）演出
- テクダイヤ株式会社 (2021年) 会社紹介映像
- ダンスアートフィルム「Trinity」（2021年）監督・コンセプト・脚本
- アート展「QUAD」（2021年9月23日 - 9月30日）
- 新感覚バスツアー「WOW RIDE」東京タイムトリップ（2022年） 総合演出
- コンテンツ制作プロジェクト「SUPER SAPIENSS」（2022年）
- 「杭州アジア・アジアパラ競技大会」閉会式フラッグハンドオーバーセレモニー PRパフォーマンス（2022年） 総監督
- 新感覚XRバス「WOW RIDE いこっさ！福井号」（2024年） 総合演出

## 出演作品
映画
- さよならドビュッシー（2013年） - 審査員 役
- ピカ☆★☆ンチ LIFE IS HARD たぶんHAPPY（2014年） - 本人 役

テレビドラマ
- マンハッタンラブストーリー 第1話（2003年、TBS） - タクシーの客（2） 役
- パパドル! 第1話（2012年4月19日、TBS） - 本人 役

その他テレビ番組
- 森田一義アワー 笑っていいとも!テレフォンショッキング（2005年2月23日・2010年12月20日、フジテレビ）
- Gの嵐!（2005年10月26日、日本テレビ）
- プロフェッショナル 仕事の流儀（2008年5月13日、NHK総合）
- 課外授業 ようこそ先輩（2009年8月2日放送、NHK総合）
- 1億人の大質問!?笑ってコラえて!（2010年6月16日放送、日本テレビ）
- デジスタ・ティーンズ（2010年9月1日 - 9月15日放送、NHK教育）
- カタリダス〜MAKE IT GREAT〜（2010年、TBS）
- 芸能人格付けチェック!これぞ真の一流品だ！2011お正月スペシャル（2011年1月1日、朝日放送）
- あさイチプレミアムトーク（2012年9月28日、NHK総合）
- ボクらの時代（2013年7月7日・2021年2月14日、フジテレビ）
- NAGOYA-DAGAYA（2014年11月1日 - 2016年11月19日、中京テレビ）
- シューイチ（2015年9月13日、日本テレビ）
- 岩井俊二のMOVIEラボ シーズン2（2016年2月4日 - 11日、NHK教育）
- 明日へつなげよう〜NHK東日本大震災プロジェクト〜（2017年3月11日、NHK総合）
- SWITCHインタビュー 達人達（2018年10月20日、NHK教育）
- まちイチ nice to people（2019年8月12・19日、CBCテレビ）
- ノンストップ!One Word〜大切にしている言葉〜（2025年3月21日、フジテレビ）

CM
- コメ兵（2010年）

ラジオ
- 松本隆 風街ラヂオ（2025年4月13日・20日、TBSラジオ） - ゲスト

## 受賞歴
- ザテレビジョンドラマアカデミー賞
  - 監督賞
    - 第20回（伊佐野英樹､金子文紀､今井夏木と共に）（『ケイゾク』）[29]
    - 第25回（伊佐野英樹､金子文紀と共に）（『池袋ウエストゲートパーク』）[30]
    - 第26回（保母浩章､大根仁､木村ひさし､山田光広と共に）（『トリック』）[31]
    - 第31回（金子文紀と共に）（『ハンドク!!!』）[32]
    - 第34回（松原浩､今井夏木と共に）（『愛なんていらねえよ、夏』）[33]
    - 第42回（石井康晴、平川雄一朗と共に。同時にタイトルバック賞も受賞）（『世界の中心で、愛をさけぶ』）[34]
    - 第67回（加藤新・今井夏木・金子文紀と共に）（『SPEC〜警視庁公安部公安第五課 未詳事件特別対策係事件簿〜』）[35]
- 2015年
  - 第40回報知映画賞 監督賞（『イニシエーション・ラブ』､『天空の蜂』）[9]

## 海外映画祭
- ブラジル・ファンタスポア映画祭セレクト（2025年4月『THE KILLER GOLDFISH』）
- ポルトガル・ポルト国際映画祭セレクト（2025年3月『THE KILLER GOLDFISH』）
- イギリス・ロンドン国際ファンタスティック映画祭セレクト（2024年11月『THE KILLER GOLDFISH』）
- イタリア・スルーザルッキンググラス映画祭セレクト（2024年11月『THE KILLER GOLDFISH』）
- スウェーデン・ストックホルム国際ファンタスティック映画祭セレクト（2024年10月『THE KILLER GOLDFISH』）
- スウェーデン・ルンド国際ファンタスティック映画祭セレクト（2024年10月『THE KILLER GOLDFISH』）
- 南アフリカ・セルドロイド国際ファンタスティック映画祭セレクト（2024年9月『THE KILLER GOLDFISH』）
- ローマインターナショナルムービーアワード2021 最優秀作品賞賞（『truth〜姦しき弔いの果て〜』）
- ゴールデンスパロウインターナショナル映画祭2021 審査員特別賞（『truth〜姦しき弔いの果て〜』）
- ベルリンインディー映画祭2021 特別賞（『truth〜姦しき弔いの果て〜』）
- ウルバッティインターナショナル映画祭2021 女性映画最優秀作品賞（『truth〜姦しき弔いの果て〜』）
- モントリオールインディペンデント映画祭2021 最優秀短編コメディ賞（『truth〜姦しき弔いの果て〜』）
- ノースイースト国際映画祭2021 最優秀長編コメディ賞（『truth〜姦しき弔いの果て〜』）
- WRPN女性国際映画祭2021 優秀賞（『truth〜姦しき弔いの果て〜』）
- サンスカーラ国際映画祭2022 国際部門 最優秀作品賞（『truth〜姦しき弔いの果て〜』）
- シドニー女性国際映画祭2022 入選（『truth〜姦しき弔いの果て〜』）